# 侯瑾
侯 瑾（こう きん、生没年不詳）は、後漢の文人・歴史家。字は子瑜。本貫は敦煌郡。

## 経歴
若くして父を失って貧窮し、一族を頼って居候した。雇われ仕事で費用を稼ぎ、日没後に家に帰ると、柴を燃やして読書した。たびたび州郡の辟召があったが、病と称して応じなかった。「矯世論」を作って当時の社会を批判し、山中に入って思索を深め、著述した。世に知られることのない自らの境遇に寄せて「応賓難」を作った。さらに『漢記』を調べて後漢中興以後の事柄を記述し、『皇徳伝』30篇を編纂して、当時に通行した。そのほか雑文数十篇を著したが、その多くは亡失した。また文集2巻があった。

## 伝記資料
- 『後漢書』巻80下 列伝第70下